# Acrisius inornatus
Acrisius inornatus är en insektsart som beskrevs av Melichar 1906. Acrisius inornatus ingår i släktet Acrisius och familjen sköldstritar. Inga underarter finns listade i Catalogue of Life.